# Conny Braam
Conny Braam (Arnhem, 28 februari 1948) is een Nederlandse schrijfster. Sinds haar debuut Operatie Vula uit 1992 heeft zij vele romans en verhalenbundels gepubliceerd. Braam was in 1971 een van de oprichters van de Anti-Apartheidsbeweging Nederland (AABN). 

## Levensloop

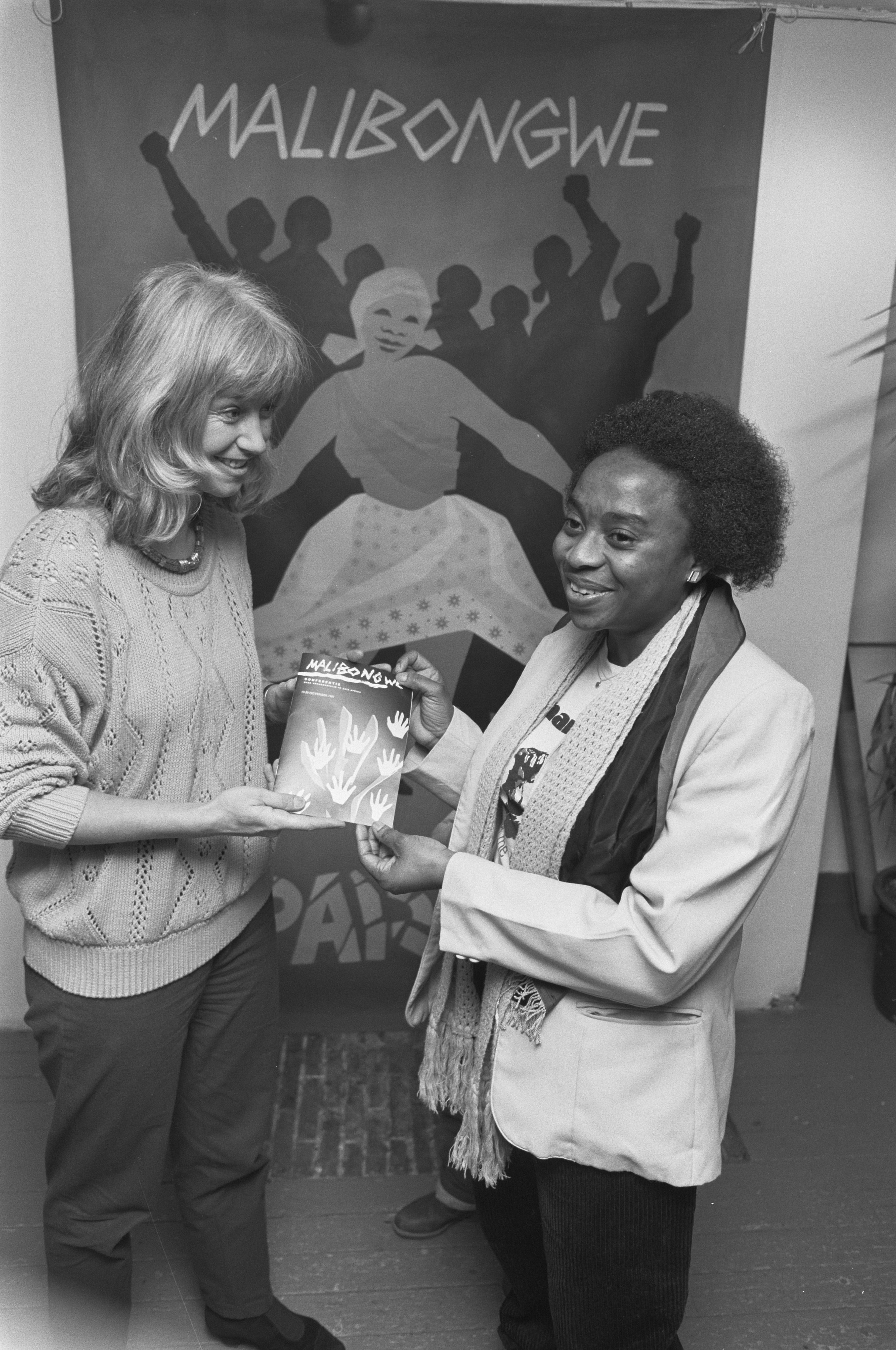
Braam en Mavivi Manzini (ANC) in 1989

Eind jaren zestig verliet Braam haar geboorteplaats Arnhem om schrijfster en illustratrice te worden. Ze belandde in het roerige Amsterdam. Als redactiesecretaresse bij dagblad Trouw maakte ze de heftige discussies mee tussen redacteuren en de hoofdredactie over de oorlog in Vietnam. Tegelijkertijd ontmoette ze Zuid-Afrikaanse vluchtelingen die de apartheid waren ontvlucht. Samen met deze ballingen richtte ze in 1971 de Anti-Apartheidsbeweging Nederland (AABN) op. In korte tijd zou deze solidariteitsbeweging uitgroeien tot een van de grootste en krachtigste steunpilaren van het Afrikaans Nationaal Congres (ANC), de bevrijdingsbeweging van Nelson Mandela. 
In 1986 vroegen ANC-leiders Braam deel te nemen aan Operatie Vula ('open de weg, open de deur' in de Afrikaanse talen Xhosa en Zoeloe). Dit was een uiterst geheime operatie om ondergrondse leiders van het verzet Zuid-Afrika binnen te smokkelen. Braam hielp met vermommingen, het opzetten van schuilplaatsen in Zuid-Afrika en het binnensmokkelen van documenten, alsmede het opzetten van een geheime communicatielijn met Nelson Mandela in de gevangenis. In december 1990 bezocht zij Zuid-Afrika voor het eerst.
Braam houdt regelmatig lezingen in heel Nederland over haar boeken en – incidenteel – ook over haar strijd tegen de apartheid. Ook verschijnt ze met enige regelmaat in boekenprogramma's op radio en televisie.